# كايل كار
كايل كار (بالإنجليزية: Kyle Carr)‏ هو متزلج على مسار قصير أمريكي، ولد في 15 سبتمبر 1986 في مقاطعة هونتردون في الولايات المتحدة.